# 巴兰萨 (特拉什-杜博鲁)
巴兰萨是葡萄牙布拉加区的一个堂区。总面积4.45平方公里，总人口393人，人口密度88.3人/平方公里。